# Marie-Paule Kestelijn-Sierens
Marie-Paule Kestelijn-Sierens este un om politic belgian, membru al Parlamentului European în perioada 1994-1999 din partea Belgiei. 
1. ↑  pace.coe.int
2. ↑  Deputații în Parlamentul European